# Фудбалски савез Југославије
Фудбалски савез Југославије (ФСЈ) је основан 1919. године у Загребу под именом Југословенски ногометни савез (ЈНС), функционисао је до 1941. године. После Другог светског рата обновљен је 8. септембра 1948. у Београду као удружење републичких и покрајинских фудбалских савеза и уједно је била главна организација фудбала у СФРЈ. Постојао је до 1992. године када га је наследио ФС Југославије/ФССЦГ. Основне надлежности су му биле развој фудбала у земљи, организација такмичења савезног ранга, међународне везе, програм појединих категорија фудбалских репрезентација Југославије.
У ФСЈ су учлањени и Савез фудбалских судија Југославије (основан 11. децембра 1948), Савез фудбалских тренера Југославије (основан 27. децембра 1950) и Удружење клубова Прве савезне лиге (основан 1966). ФСЈ је члан Савеза за физичку културу Југославије (СФКЈ). Југословенског олимпијског комитета (ЈОК), Међународне федерације фудбалских асоцијација (ФИФА) и Уније европских фудбалских асоцијација (УЕФА).

## Историја
Југословенски ногометни савез (ЈНС) је основан 14. априла 1919. у Загребу. У ЈНС било је 1920 регистровано 112 фудбалских клубова (Загреб 73, Београд 13, Сплит 11, Љубљана 7, Сарајево 8). Године 1923, ЈНС је организовао прво првенство Југославије по куп систему уз учешће шест првака републичких подсавеза, Загреба, Београда, Сплита, Сарајева, Љубљане и Скопља.
У чланство ФИФА, био је примљен најпре са статусом привременог члана (4. маја 1921), а стални члан је постао 20. маја 1923. Скупштина ЈНС је 16. марта 1930. пресељена у Београд. Уз постојеће подсавезе основани су и нови у Новом Саду и Великом Бечкереку (сада Зрењанин).
ЈНС је деловао до 1. октобра 1939, када је угашен и истог дана на оснивачкој скупштини је основан Врховни ногометни савез Југославије (ВНСЈ), који је обухватао три савеза, Ногометни савез Хрватске, Српски лоптачки савез и Словеначку ногометну звезу. ВНСЈ је престао са радом 6. априла 1941, када је отпочела агресија на Југославију.
Још пре дефинитивног ослобођења земље пришло се обнови фудбала, али на новим основама. Најпре је основан Одбор за фудбал при Фискултурном одбору (ФОЈ) 18. марта 1945. Пре тога уместо ФОЈ 4 и 5. маја 1945. основан је Фискултурни савез Југославије (ФИСАЈ)
у оквиру којег су били формирани одбори за сваку спортску грану, па тако и Одбор за фудбал. Слични одбори основани су и при свим републичким фискултурним савезима. Године 1948 чине се кораци за децентрализацију руковођења спортом, па је тако дошло и до и до оснивања Фудбалског савеза Југославије са седиштем у Београду.

## Списак председника
- Хинко Вирт (1919–1920)
- Анте Јаковац (1920–1921)
- Иво Липовшћак (1921–1923)
- Мирослав Петањек (1923)
- Вељко Угринић (1923–1924)
- Хинко Вирт (1924)
- Казимир Кремедић (1924–1925)
- Иво Липовшћак (1925–1927)
- Драган Вучковић (1927)
- Љубомир Дермакис (1927)
- Ватрослав Крчелић (1927–1928; в.д.)
- Анте Пандаковић (1928–1930)
- Јанко Шафарик (1930–1931)
- Зарија Марковић (1931–1932)
- Божидар Тодоровић (1932–1934)
- Миодраг Филиповић (1934–1935)
- Љубомир Радовановић (1935–1937)
- Михајло Андрејевић (1937–1941)
- Милорад Арсенијевић (1946–1948)
- Ратомир Дугоњић (1948–1951)
- Вељко Зековић (1951–1952)
- Драгомир Николић (1952–1953)
- Ратомир Дугоњић (1953)
- Бранко Пешић (1953–1955)
- Ратомир Дугоњић (1955–1956)
- Бранко Пешић (1956–1957)
- Душан Ђурђић (1957–1964)
- Александар Јованчевић (1964–1965; в.д.)
- Бошко Башкот (1965–1967)
- Драгољуб Кирћански (1967–1971)
- Лука Бајакић (1971–1973)
- Павле Давков (1973–1974)
- Перо Коробар (1974–1976)
- Тоне Флоријанчић (1976–1978)
- Шевћет Мустафа (1978–1980)
- Димо Хановић (1980; в.д.)
- Милан Брајевић (1980–1981)
- Томаш Томашевић (1981–1982)
- Драшко Поповић (1982–1984)
- Јанко Пејановић (1984–1986)
- Славко Шајбер (1986–1987)
- Антун Чилић (1987–1988)
- Томислав Филиповски (1988–1990)
- Марко Илешич (1990–1991)

## Галерија
- Грб ФСЈ од 1994. године (избачена је црвена петокрака)
- Друга варијанта грба са плавом подлогом
- Грб ФСЈ, рад графичког дизајнера Славимира Стојановића, од фебруара 1998. године